# Anthony Giddens
Anthony Giddens, född 18 januari 1938 i Edmonton i Enfield i London, är en brittisk sociolog och politisk teoretiker, mest känd för sin struktureringsteori och holistiska världssyn. Han betraktas ofta som Storbritanniens namnkunnigaste samhällsforskare sedan John Maynard Keynes.
Han är en av de som myntat begreppet den centristiska tredje vägens politik, en politik som socialdemokratiska partier i Europa anammade under 1990-talet. Hans fält har inbegripit modernitet, globalisering, samhällsvetenskapens essens och problem, identitet, samt förhållandet och interaktionen mellan det individuella och det samhälleliga, samhällets mikro- och makronivåer.
Giddens har även skrivit om intimitet i senmodern tid och hur den sexuella revolutionen påverkat privatlivet.